# Владо Јаневски
Владимир Владо Јаневски (27. новембар 1960. у Скопљу) је македонски певач. Био је први учесник Евровизије из Северне Македоније, завршио је на 19. месту у Бирмингему на Евровизији 1998. са песмом „Не зори, Зоро“.

## Биографија
Јаневски је рођен 27. новембра 1960. године у Скопљу, већи део одрастања провео је на Чаиру, а од 2021. године се преселио у Ђевђелију. Дипломирао је енглески језик и књижевност на Универзитету Св. Ћирила и Методија. Течно говори енглески, немачки, италијански и руски језик. Свира гитару, клавир и бубњеве. Био је члан популарних бендова Тост Сендвич (1976) и Бон-Тон (1986) као бубњар и Фотомодел (1989) и Ластовица (1992) као певач.
Учествовао је на бројним фестивалима у Македонији и другим земљама бивше Југославије. Учествовао је на Југовизији у Београду 1992. године, а имао је и ревијална учешћа у Белорусији на Славјанском базару 1994, 1995. и 1996. године. У Македонији је учествовао на Интерфесту 1994. где је добио главну награду и на Макфесту где је освојио другу и прву 1995. године. Учествовао је на Скопје фесту 1998. са песмом " Не зори, Зоро " и победио на такмичењу које му је омогућило да први пут представља Македонију на Песми Евровизије 1998. Владо Јаневски је под ексклузивним уговором о снимању са Croatia Records од 2019.

## Евровизија 1998
Владо је победио на Скопје фесту 1998. године и отишао је у Бирмингем где је Македонија дебитовала на Песми Евровизије. Песма Не зори, Зоро је завршила на 19. месту и Македонија није успела да се квалификује за Песму Евровизије 1999.

## Писање песама
Од почетка своје соло каријере Владо је писао већину музике и све текстове за своје песме. Иако су га често називали „најромантичнијим текстописцем у историји македонске популарне музике“, себе је описао као „обичног аутора љубавних песама“. Тајна његовог дуготрајног успеха код широке публике вероватно лежи у мистичној лепоти његових балада у комбинацији са сензуалношћу његовог баршунастог баритонског гласа.